# Gimnastyka na Letnich Igrzyskach Olimpijskich 1896 – wspinaczka po linie
Wspinaczka po linie to jedna z ośmiu konkurencji gimnastycznych w Letnich Igrzyskach Olimpijskich 1896 w Atenach. Została rozegrana 10 kwietnia. Sznur mierzył 14 metrów. Uznawano czas i styl wykonania. Pierwszy był Grek Nikolaos Andriakopoulos, przed swoim rodakiem Thomasem Xenakisem, trzeci był Niemiec Fritz Hofmann.

## Medaliści
| Medal | Zawodnik                | Kraj   |
| ----- | ----------------------- | ------ |
|       | Nikolaos Andriakopoulos | Grecja |
|       | Thomas Xenakis          | Grecja |
|       | Fritz Hofmann           | Niemcy |

## Wyniki
| lp. | Zawodnik                | Kraj            | Wynik    |
| --- | ----------------------- | --------------- | -------- |
| 1   | Nikolaos Andriakopoulos | Grecja          | 14.0m    |
| 2   | Thomas Xenakis          | Grecja          | 14.0m    |
| 3   | Fritz Hofmann           | Niemcy          | 12.5m    |
| 4   | Viggo Jensen            | Dania           | Nieznany |
| 5   | Launceston Elliot       | Wielka Brytania | Nieznany |